# Prochoerodes catenulata
Prochoerodes catenulata är en fjärilsart som beskrevs av Augustus Radcliffe Grote 1883. Prochoerodes catenulata ingår i släktet Prochoerodes och familjen mätare. Inga underarter finns listade i Catalogue of Life.